# Marcia Barbosa

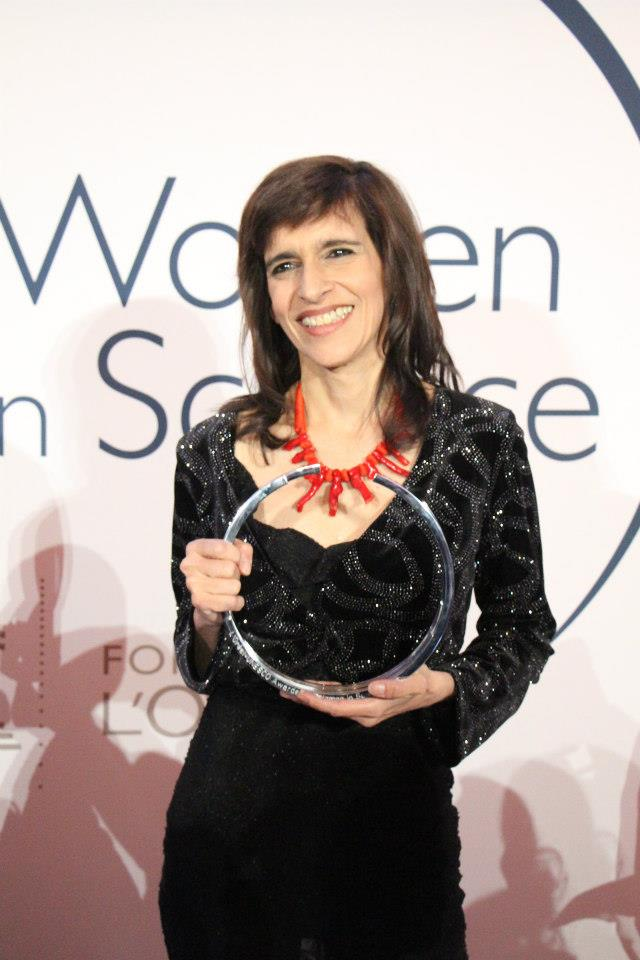
Maria Barbosa bei der Preisverleihung für Frauen und Wissenschaft in Paris, 2013

 Marcia Cristina Bernardes Barbosa  (* 14. Januar 1960 in Porto Alegre, Rio Grande do Sul) ist eine brasilianische Physikerin und Hochschullehrerin, die für ihre Forschungen über die Eigenschaften von Wasser bekannt ist.

## Leben und Werk
Barbosa absolvierte ihr Abitur am Colégio Marechal Rondon in Canoas, Rio Grande do Sul. 1981 schloss sie das Bachelorstudium ab, 1984 das Masterstudium und promovierte 1988 an der Universidade Federal do Rio Grande do Sul (UFRGS) in Porto Alegre. Danach arbeitete sie für zwei Jahre als Postdoc in der Forschungsgruppe von Michael E. Fisher an der University of Maryland. In Brasilien erhielt sie eine feste Stelle an der UFRGS, wo sie bis heute als ordentliche Professorin für Physik arbeitet. Sie ist im Vorstand der Brasilianischen Akademie der Wissenschaften und Beraterin der American Physical Society und der Sociedade Brasileira de Física.

## Auszeichnungen (Auswahl)
- 2009: Nicholson Medal, American Physical Society
- 2013: UNESCO-L’Oréal-Preis
- 2013: Prêmio Claudia Ciência
- 2016: Prêmio Destaque Unitv